# Fortinet
Fortinet, Inc. – amerykańska korporacja międzynarodowa z siedzibą w Sunnyvale. Zajmuje się rozwojem i sprzedażą oprogramowania, urządzeń oraz usług z dziedziny bezpieczeństwa teleinformatycznego, takich jak zapory, programy antywirusowe, systemy ochrony przed włamaniami i zabezpieczenia punktów końcowych. Pod względem przychodów jest czwartym na świecie przedsiębiorstwem w branży zabezpieczeń sieciowych.
Firma została założona w 2000 r. przez braci Kena i Michaela Xie. Do 2004 roku zgromadziła fundusze w wysokości około 93 mln USD i wprowadziła na rynek 10 urządzeń FortiGate. W tym samym roku rozpoczęły się wieloletnie spory patentowe pomiędzy Fortinet a Trend Micro. W roku 2009 firma weszła na giełdę, gromadząc 156 mln USD w pierwszej ofercie publicznej. Po 2000 Fortinet dywersyfikował linie produktów, rozszerzając ofertę m.in. o punkty dostępu, piaskownice (sandbox) i zabezpieczenia poczty elektronicznej.

## Historia

### Początki
Fortinet został założony w Sunnyvale (Stany Zjednoczone) w 2000 żr. przez braci Kena i Michaela Xie Założyciele pełnili wcześniej funkcje zarządcze odpowiednio w firmach NetScreen i ServGate. Firma początkowo nosiła nazwę Appligation Inc., która w grudniu 2000 r. została zmieniona na Appsecure, a następnie Fortinet (od „Fortified Networks”). Po dwóch latach prac badawczo-rozwojowych, w 2002 r., wprowadziła na rynek swój pierwszy produkt.
Od 2000 r. do początku 2003 r. Fortinet zgromadził 13 mln USD dzięki funduszom prywatnym. W sierpniu 2003 r. firma uzyskała kolejne 30 mln USD, a następnie w marcu 2004 r. 50 mln USD, co dało firmie łącznie 93 mln USD funduszy. Zgodnie z danymi Fortinet, przychody firmy w latach 2002–2003 zwiększyły się dziesięciokrotnie. Pierwszy program dla partnerów został uruchomiony w październiku 2003 r. W grudniu 2003 r, Westcon Canada rozpoczął dystrybucję produktów FortiGate w Kanadzie, podobne działania podjął w lutym 2004 r. Norwood Adam w Wielkiej Brytanii. Program dla partnerów został zmodyfikowany w styczniu 2006 r., gdy nadano mu nazwę „SOC in a BOX”. Do 2004 r. Fortinet założył biura w Azji, Europie i Ameryce Północnej.
W październiku 2005 w badaniu OpenNet ujawniono, że urządzenia Fortinet były wykorzystywane do cenzurowania Internetu w Birmie. Mimo iż Fortinet twierdził wprawdzie, że produkty firmy są dystrybuowane przez firmy zewnętrzne oraz że przestrzega embarga Stanów Zjednoczonych, ujawniono zdjęcia sprzedawcy Fortinet z premierem Birmy.

### Spory prawne
W kwietniu 2005 r. niemiecki programista Linux z serwisu GPLviolations.org tymczasowego zakazu sprzedaży na brytyjską filię Fortinet ze względu na zarzuty, jakoby firma korzystała z szyfrowania, aby ukryć fakt używania kernelów Linux objętych licencją GPL. Warunki licencji nakazują ujawnianie źródła kodu.
W maju 2004 r. Trend Micro złożył skargę prawną przeciwko Fortinetowi, twierdząc, że technologie antywirusowe tej firmy naruszają patenty Trend Micro dotyczące metod skanowania poczty elektronicznej i ruchu danych w Internecie. W sierpniu tego samego roku Komisja Handlu Międzynarodowego Stanów Zjednoczonych wydała zarządzenie zakazujące Fortinetowi sprzedaży produktów, których dotyczyła skarga. Fortinet stwierdził, że patenty Trend Micro są zbyt szerokie, ale podporządkował się nakazowi. W styczniu 2006 r. Fortinet i Trend Micro zawarły umowę na nieujawnionych warunkach. Fortinet zmodyfikował swoje produkty antywirusowe, aby nie naruszały patentów Trend Micro.
Kilka lat później prawnik z Komisji Handlu Międzynarodowego Stanów Zjednoczonych przedstawił opinię w innej sprawie, w której stwierdził, że jego zdaniem odpowiednie patenty Trend Micro są nieważne. Fortinet złożył nowy wniosek i w grudniu 2010 r. Urząd Patentów i Znaków Towarowych Stanów Zjednoczonych uznał patenty za nieważne.
W grudniu 2013 r. Fortinet oskarżył firmę Sophos o przekupienie swoich pracowników i naruszenie patentów przedsiębiorstwa. Spór prawny trwał dwa lata i dzięki mediacji zakończył się ugodą na nieujawnionych warunkach.

### Dalszy rozwój
W 2008 r. analitycy Fortinet poinformowali, że widżet firmy Zango stosowany w serwisie Facebook spowodował, że ponad 3 mln użytkowników, zwiedzionych obietnicą ujawnienia swojego tajemniczego wielbiciela, nieświadomie pobrało złośliwe oprogramowanie szpiegujące. Zango odrzucił oskarżenia, twierdząc, że korzystanie z oprogramowania wymagało akceptacji użytkownika.
Pod koniec 2008 r. Fortinet przejął zabezpieczenia baz danych oraz rozwiązania kontrolne stanowiące własność intelektualną IPLocks i zwiększył liczbę pracowników do 28. W sierpniu 2009 r. przejął także własność intelektualną i inne zasoby Woven Systems, firmy z branży przełączników ethernetowych. Zgodnie z danymi IDC, w tym czasie Fortinet był największym sprzedawcą rozwiązań w zakresie ujednoliconego zarządzania zagrożeniami, dysponującym 15,4% udziałów w rynku. Firma systematycznie się rozwijała i po stratach w latach 2004–2007 zaczęła przynosić zyski. Fortinet zajmował także coraz wyższe pozycje wraporcie Annual Report Card magazynu CRN, uzyskując w 2009 r. pierwsze miejsce.
W listopadzie 2009 r. Fortinet przeprowadził pierwszą ofertę publiczną. Miała ona umożliwić zgromadzenie 52,4 mln USD dzięki sprzedaży 5,8 mln akcji. Ponadto wielu udziałowców jednocześnie sprzedało swoje akcje. Tuż przed wprowadzeniem na giełdę, Fortinet podniósł cenę akcji z 9 na 12,50 USD. Pod koniec pierwszego dnia w obrocie akcje osiągnęły cenę 16,62 USD, co przyniosło firmie fundusze w wysokości 156 mln USD.

### Ostatni okres działalności
Do 2010 r. roczne przychody firmy wzrosły do 324 mln USD. W listopadzie tego roku agencja Bloomberg upubliczniła spekulacje, jakoby IBM zamierzał przejąć firmę, czemu Fortinet zaprzeczył. W grudniu 2012 r. Fortinet przejął XDN (wcześniej 3Crowd), firmę oferującą usługę hostowania aplikacji CrowdDirector. W 2013 r. Fortinet za nieujawnioną kwotę przejął Coyote Point, firmę zajmującą się zarządzaniem ruchem aplikacji. Coyote zatrudniał 1800 pracowników i miał 534 mln USD rocznych przychodów.
W lipcu 2013 r. Fortinet zmodyfikował program dla partnerów, aby oferować finansowanie i inne możliwości dla mniejszych dostawców zarządzanych usług bezpieczeństwa. W ostatnim czasie niektórzy partnerzy skarżyli się, że Fortinet konkuruje z nimi. Mimo to Fortinet zaprzecza, jakoby prowadził sprzedaż bezpośrednią.
W 2014 r. Fortinet wraz z Palo Alto Networks założył stowarzyszenie Cyber Threat Alliance, aby przekazywać dane o zagrożeniach między dostawcami rozwiązań bezpieczeństwa. W kolejnych miesiącach roku przystąpiły do niego firmy McAfee i Symantec. W maju 2015 Fortinet przejął za 44 mln USD mieszczącego się w Dolinie Krzemowej producenta sprzętu Wi-Fi Meru Networks. Pod koniec 2015 specjaliści od zabezpieczeń z Fortinet zaprezentowali lukę w zabezpieczeniach urządzeń Fitbit, umożliwiającą dostęp przez połączenie Bluetooth do zsynchronizowanych urządzeń.
W czerwcu 2016 r. Fortinet za około 28 mln USD przejął AccelOps, firmę zajmującą się sprzedażą oprogramowania zabezpieczającego, monitorującego i analitycznego. Zdaniem ZDNet, była ona najbardziej znana z produktów do zarządzania informacjami związanymi z bezpieczeństwem i zdarzeniami (SIEM), służących do analizowania alarmów bezpieczeństwa sprzętu i oprogramowania.

## Produkty
Fortinet zajmuje się opracowywaniem i sprzedażą sprzętu i oprogramowania z dziedziny bezpieczeństwa teleinformatycznego oraz obsługi sieci. Firma jest najbardziej znana z rodziny urządzeń zabezpieczających FortiGate łączących wiele funkcji z zakresu cyberbezpieczeństwa. Zgodnie z opublikowanym w 2015 r. raportem firmy analitycznej z branży IT The Dell’Oro Group, Fortinet pod względem przychodów dysponował w 2014 r. 8% udziałów w rynku urządzeń zabezpieczających, co stanowi wzrost z 2,9% w 2012 r. Dzięki temu jest czwartą pod względem wielkości firmą w branży. Zgodnie z danymi Fortinet użytkownicy firmy to w 35% małe firmy, 28% to średnie przedsiębiorstwa, a 37% stanowią duże korporacje.

### FortiGate
Rodzina rozwiązań ujednoliconego zarządzania zagrożeniami (UTM) Fortinet FortiGate obejmuje wiele modułów ochronnych, w tym zaporę sieciową, ochronę przed włamaniami, filtrowanie sieci Web oraz ochronę przed szkodliwym oprogramowaniem i niechcianą pocztą elektroniczną. Zawiera ona produkty dla małych firm i oddziałów, a także dużych przedsiębiorstw, centrów danych i dostawców Internetu. Firma sprzedaje również zapory nowej generacji, które Gartner definiuje jako produkty łączące funkcje zapory, VPN, ochrony przed włamaniami i innych rodzajów zabezpieczeń.
Pierwszym produktem Fortinet było wprowadzone do sprzedaży w październiku 2002 r., rozwiązanie FortiGate 3000 o przepustowości 3 gigabajtów na sekundę (GB/s). Dwa lata później wprowadzono do sprzedaży rodzinę 5000. Zgodnie z The International Directory of Company Histories pierwsze produkty Fortinet dla małych firm i oddziałów zostały dobrze przyjęte w branży.
Na początku 2013 roku Fortinet wzbogacił o funkcję zapory urządzenie FortiGate, opracowane na potrzeby sieci wewnętrznych i oparte na specjalnych procesorach ASIC. Urządzenie wirtualne FortiGate zostało w 2014 r. dodane do Amazon Web Services. W kwietniu 2016 r. Fortinet zaprezentował Fortinet Security Fabric, rozwiązanie umożliwiające produktom innych firm współdzielenie danych z urządzeniami i oprogramowaniem Fortinet przy użyciu API. Firma wprowadziła także zaporę FortiGate 6040E o przepustowości 320 Gb/s. Rozwiązanie bazuje na technologii CP9 ASIC przejmującej część zadań przetwarzania od procesora i która została wykorzystana także w następnych wersjach FortiGate.

### Inne produkty
Fortinet oferuje wiele rodzajów sprzętu i oprogramowania, w tym kilkanaście innych produktów z dziedziny przełączania, usługi VOIP, autoryzacji DNS i innych zastosowań.
Oprogramowanie FortiAnalyzer zawiera funkcje dotyczące produktów Fortinet, takie jak rejestrowanie, raportowanie stanu bezpieczeństwa i tworzenie analiz. FortiClient to zabezpieczenie punktów końcowych dla komputerów stacjonarnych, telefonów i innych urządzeń. W kwietniu 2004 r. po raz pierwszy wprowadzono na rynek oprogramowanie VPN FortiClient.
W lutym 2005 r. wprowadzono na rynek ochronę przez spamem w ramach usług FortiGuard i rozwiązanie FortiMail do zabezpieczenia poczty elektronicznej. W kwietniu 2003 r. zaprezentowano oprogramowanie FortiManager do zabezpieczania centrum danych. W 2008 r. Fortinet przedstawić rodzinę zabezpieczeń baz danych. W 2009 r. na rynku ukazały się platformy przełączające FortiSwitch, a w sierpniu 2013 r. – kontrolery ADC. W październiku 2010 r. Fortinet zaprezentował zwirtualizowane wersje rozwiązań FortiGate, FortiManager, FortiAnalyzer i FortiMail. W październiku 2010 Fortinet zaprezentował wirtualne programowe wersje urządzeń FortiGate, FortiManager, FortiAnalyzer i FortiMail. W sierpniu 2015 r. zaktualizowano system zarządzania FortiCloud. We wrześniu 2015 r. wprowadzono ofertę dla sieci sterowanych programowo (SDN).
Fortinet zajmuje się produkcją i sprzedażą bezprzewodowych wersji rozwiązania FortiGate o nazwie FortiWiFi, wprowadzoną na rynek w marcu 2004 r. W sierpniu 2005 r. Fortinet zaprezentował nową rodzinę bezprzewodowych punktów dostępu opartych na chmurze. W marcu 2014 r. wprowadzono na rynek rodzinę produktów FortiDDoS.

### System operacyjny
FortiOS to system operacyjny do obsługi urządzeń Fortinet.System wykorzystuje jako kernel zmodyfikowaną wersję kernela Linux (wersji 2.4.37 w FortiOS 5.4.1) i ext2 jako system plików. Interfejs panelu administratora bazuje na platformach jinja2 i django oraz pythonowym backendzie W grudniu 2003 r. Fortinet wprowadził wersję FortiOS 2.8, która wzbogaciła system operacyjny o 50 nowych funkcji.

## Operacje
Fortinet utrzymuje założony w 2005 r., wewnętrzny zespół badawczy FortiGuard Labs zajmujący się analizą zagrożeń. Firma dysponuje czterema centrami badawczo-rozwojowymi w Azji, Stanach Zjednoczonych, Kanadzie i Francji. Fortinet prowadzi program certyfikacji i szkoleń z ośmioma poziomami certyfikacji NSE. Na początku 2016 r. firma powołała Network Security Academy. Oferuje ona usługi uczelniom wyższym, prowadząc zajęcia na temat bezpieczeństwa teleinformatycznego.